# Косовські албанці

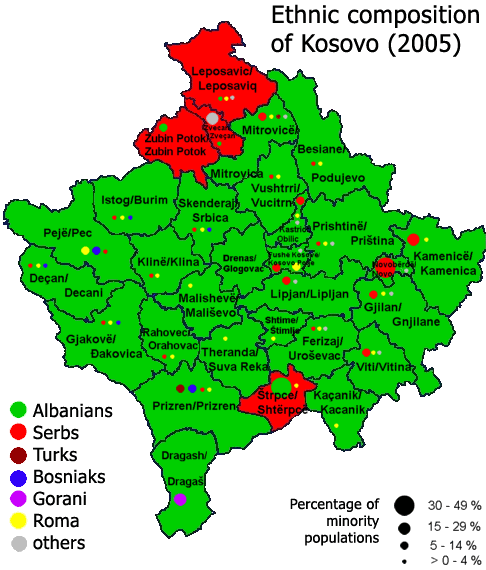
Етнічні групи Косова у 2005 році відповідно до ОБСЄ

Албанці є найбільшою за чисельністю етнічною групою у Косово, їх називають косоварами або косовськими албанцями. За даними югославського перепису 1991 року, який був бойкотований албанцями, у Косово проживало 1 596 072 етнічних албанців (81,6 % населення). За оцінкою у 2000 році — між 1 584 000 та 1 733 600 (88 % населення). На сьогоднішній день їхня чисельність становить 92,93 %. Албанці Косова — геги. Вони говорять на гегському говорі албанської мови, більш конкретно, на північних і північно-східних гегських говорах.
Косовські албанці є етнічними албанцями з родоводом або походженням у регіоні, незалежно від того, чи живуть вони у Косово. Велика діаспора косовських албанців сформувалася після Косовської війни, в основному, у Німеччині та Швейцарії. За оцінками, 500 000 косовських албанців живуть у Швейцарії чи Німеччині (майже 300 000 у Німеччині й 200 000 у Швейцарії), що становить приблизно одну п'яту загального числа косовських албанців.

## Історія
Албанська присутність у Косово згадується ще в Середньовіччі. Етнічна ідентичність в албанському населенні та інших етнічних групах не існувала у Косово під час османського панування. Замість цього ідентичності були засновані на соціально-професійній, соціально-економічній чи регіональній ідентичності, іноді відносини між мусульманськими і християнськими албанцями були напруженими.

## Відомі представники
- Ріта Ора — співачка, авторка пісень, акторка.
- Дуа Ліпа — співачка, авторка пісень, модель.
- Джердан Шакірі — швейцарський футболіст, атакувальний півзахисник збірної Швейцарії та «ФК Ліверпуль».
- Граніт Джака — футболіст, опорний півзахисник лондонського «Арсеналу» та збірної Швейцарії.
- Джон Мугарремай (Gjon’s Tears) — співак та автор пісень, представник Швейцарії на пісенному конкурсі «Євробачення-2021» з піснею «Tout l'univers», де посів третє місце.